# Taille-vent (marine)
Pour les articles homonymes, voir Taille-vent.
Le taille-vent est une voile à bourcet qui remplace la grand-voile, lorsque le vent est fort, notamment sur les lougres et les chasse-marée.
Par métonymie, on emploie aussi taille-vent pour désigner le mât qui porte la voile en question.